# Pierre René Ferdinand Raffin
Pierre René Ferdinand Raffin (Nancy, 13 de fevereiro de 1938 – Metz, 2 de fevereiro de 2024) foi um bispo católico romano francês. Ele se juntou aos dominicanos em 12 de novembro de 1957 e foi ordenado sacerdote em 5 de julho de 1964. Ele foi nomeado chefe da diocese de Metz em 4 de agosto de 1987, e a ordenação como bispo ocorreu em 11 de outubro. O cônsul-geral foi Charles Amarin Brand, assistido por Jean Marie Julien Balland e Pierre Lucien Claverie.

## Biografia

### Treinamento
Depois de estudar literatura em Dijon, Pierre Raffin entrou para a Ordem dos Pregadores (dominicanos) e estudou filosofia e teologia no Saulchoir em Étiolles, obtendo uma licenciatura em teologia.
Fez a profissão religiosa com os dominicanos em 12 de novembro de 1957 e foi ordenado sacerdote em 5 de julho de 1964.

### Principais Ministérios
Dedica uma parte importante de seu ministério sacerdotal ao serviço dos dominicanos, como professor e padre mestre de estudantes dominicanos no Studium du Saulchoir (1968-1971), depois como secretário geral da Província Dominicana da França (1972-1978 e 1984-1987) e como Prior do Convento Dominicano da Anunciação em Paris (1978-1984).
Além disso, de 1984 a 1987, serviu na Arquidiocese de Paris como professor e padre espiritual no seminário da Maison Saint-Augustin.
Nomeado Bispo de Metz em 4 de agosto de 1987, foi consagrado em 11 de outubro do mesmo ano.
Dentro da Conferência dos Bispos da França, é membro da Comissão Episcopal para os Ministérios Ordenados, membro da Congregação para os Institutos de Vida Consagrada e Sociedades de Vida Apostólica e membro do Conselho para as Questões Canônicas.
Foi eleito para participar do Sínodo dos Bispos em 1994 .
Tendo atingido o limite de idade para os bispos em Fevereiro de 2013, e de acordo com o regime de concordata que rege a diocese de Metz, apresenta a sua renúncia ao Papa e ao Presidente da República. O anúncio desta renúncia e da nomeação de Jean-Christophe Lagleize como novo Bispo de Metz é publicado no Jornal Oficial de 27 de setembro de 2013  . A aceitação de sua renúncia e o nome de seu sucessor também foram anunciados no mesmo dia pela Santa Sé .

## Documentos de posição

### Após o anúncio de cortes de empregos na siderurgia da Lorena
Em janeiro de 2008, após o anúncio de cortes de empregos pela Arcelor-Mittal, Pierre Raffin sublinha o sentimento de grande ansiedade na região em questão, um sentimento que às vezes se transforma em raiva como resultado da surpresa de esta decisão ir contra as garantias dadas pelo gerente da Mittal. Apela à solidariedade com as famílias afetadas por esta nova provação e recorda que “a justiça consiste em reconhecer a dignidade de cada ator laboral, o seu direito a um trabalho remunerado de forma justa”.

### No Téléthon
Em 2007, ele se recusou publicamente a apoiar o Téléthon. Assim, pretende denunciar o uso de parte das doações para pesquisa em embriões.

### Em seitas
Ele esclareceu a posição da Igreja da França sobre as seitas. Em particular, é o autor do capítulo “Seitas e novos movimentos religiosos” da obra coletiva intitulada L'Église et les Français, crise de la foi, crise morale, crise sociale : quatorze évêques répondent.

### Outros atos episcopais
Ele deu as boas-vindas ao Papa João Paulo II durante sua visita a Metz em 10 de outubro de 1988.
Em 1991 autorizou a abertura do processo de beatificação de Robert Schuman, pai da União Europeia.
O bispo Raffin se aposentou em 2013.
Por decreto  do Presidente da República datado 17 de junho de 2013 é aprovada a renúncia apresentada por Pierre Raffin.
Jean-Christophe Lagleize, Bispo de Valence, é nomeado como sucessor.